# Royals (singolo)
Royals è un singolo della cantante neozelandese Lorde, pubblicato l'8 marzo 2013 come primo estratto sia dall'EP di debutto The Love Club EP che dall'album in studio di debutto Pure Heroine.
Il brano, scritto e prodotto dalla stessa Lorde in collaborazione con Joel Little, mette insieme i generi art pop ed elettropop, offrendo dal punto di vista del testo una critica nei confronti dello stile di vita sfarzoso degli artisti contemporanei. Esso ha ottenuto un grande successo dal punto di vista commerciale, imponendosi al vertice delle classifiche di Canada, Italia, Nuova Zelanda, Regno Unito e Stati Uniti. Con oltre 10 milioni di copie vendute nel mondo, è entrato a far parte della categoria riguardante i singoli più venduti nel corso della storia.
È stato inoltre acclamato dalla critica musicale, che ne ha soprattutto apprezzato la produzione generale e le tematiche affrontate in esso. Nell'ambito dei Grammy Awards 2014, Royals viene nominato nelle categorie registrazione dell'anno, canzone dell'anno e miglior interpretazione pop solista, riuscendo a trionfare nelle ultime due citate.

## Composizione
Lorde ha scritto il testo di Royals nel luglio 2012 a casa sua, in circa mezz'ora. E, in collaborazione con Joel Little, l'ha registrato presso i Golden Age Studios di Morningside, sobborgo appartenente alla città neozelandese di Auckland. In una settimana, la cantante aveva definitivamente terminato il brano, essendosi presa in quel periodo una pausa dall'attività scolastica. Lorde aveva pensato di scrivere una canzone sul lusso dei musicisti pop dopo aver visto un'immagine del fotografo Ted Spiegel appartenente al numero di luglio 1976 del National Geographic Magazine che mostra il giocatore di baseball dei Kansas City Royals George Brett mentre firma alcune palle, con il nome della sua squadra blasonato attraverso la camicia. Lorde ha ricordato nel corso di un'intervista per VH1: «Era solo quella parola. È davvero cool.» Più in generale, gli aristocratici storici sono stati anche una fonte di ispirazione per la canzone. Ha anche spiegato la frase «Guidiamo Cadillac nei nostri sogni» era stata influenzata da qualcosa che lei lesse in un diario ricevuto all'età di dodici anni. Lorde ha inoltre rivelato che ha preso ispirazione da artisti hip hop di impatto culturale durante il processo di scrittura, ma ha criticato le loro «stronzate» in riferimento a «costosi» alcolici e automobili.
Il brano è stato prodotto utilizzando il software Pro Tools. Uno scrittore da Spin l'ha descritto come un brano pop art. Nel frattempo, un revisore da Consequence of Sound lo descrive come minimalista e James Lacho di The Daily Telegraph ha parlato di Royals come un brano di genere electropop. Scritta in chiave di Re misolidio, la canzone ha un ritmo moderato con un tempo di 85 battiti al minuto. Royals è accompagnato dall'uso del basso e dello schiocco delle dita.
Il testo tratta della preoccupazione circa il lussuoso stile di vita degli artisti contemporanei. Secondo Brad Wheeler di The Globe and Mail, il canto esprime la disapprovazione per lo «stile di vita ingioiellato» degli artisti hip hop, mentre The Guardian si sofferma sul comparare il singolo per quanto riguarda le tematiche trattate a Million Dollar Bills e Tennis Court, entrambe canzoni scritte e cantate dalla stessa Lorde.

## Accoglienza
Royals è stato largamente apprezzato dalla critica musicale, Digital Spy ha infatti conferito al brano un punteggio di cinque stelle su cinque, lodandolo per il «ritornello coinvolgente e dotato di grande semplicità» e presupponendo che «il successo di Lorde è destinato a perdurare.» Una reazione più moderata è giunta invece da The Singles Jukebox, che diede una valutazione oscillante tra i tre e gli otto decimi. Da parte sua, Duncan Greive di The Guardian ha elargito una recensione positiva, ponendo l'accento sulla interpretazione vocale di Lorde e sul contenuto dei testi. Egli ha scritto: «La produzione è di riserva e inquietante e la voce in qualche modo allo stesso tempo vulnerabile e imperiosa, ma sono le parole di Royals che l'hanno spinto all'ascesa delle classifiche di Regno Unito e Stati Uniti», continuando a premiare la «risposta diretta» della canzone a tematiche come l'eccesso e la ricchezza.
Inoltre, Royals è stato riconosciuto da numerosi mass-media come uno dei brani più riusciti del 2013. Spin, ad esempio, l'ha collocato al quindicesimo posto della lista riguardante le 50 migliori canzoni dell'anno, commentando che la «vera artpop raramente si presenta come tale.» Lo scrittore Douglas Wolk della celebre rivista Time ha espresso che il singolo «è un rifiuto definito delle aspirazioni che sono state rifilate alle vittime del capitalismo», ponendolo al decimo posto della sua personale classifica circa i migliori dieci brani del 2013. È stata anche proclamata miglior canzone dell'anno da Consequences of Sound,  seconda da Rolling Stone e terza da Billboard. La rivista The Daily Telegraph inserisce la canzone tra le 100 migliori canzoni di tutti i tempi, descrivendo il brano come « un testo che trapassa lo spazio tra il pop fantasy e la realtà.» In molto sono arrivati a ribattezzarlo come «l'inno dei ragazzi della generazione Y».

## Video musicale
Il videoclip, diretto da Joel Kefali,  è stato pubblicato sul canale Vevo della cantante il 12 maggio 2013, mentre una versione statunitense è stata resa disponibile dal 18 giugno 2013. In linea con il tema della canzone, il video del brano consiste nel riprendere adolescenti normali che fanno cose non eccezionali e a rallentatore; tali attori sono vecchi compagni di scuola della cantante. Nella versione internazionale, ad eccezione di un lungo fotogramma, la cantante appare di rado. Lorde ha giustificato tale assenza dichiarando:
La versione statunitense utilizza le stesse scene di quella internazionale con la sostanziale differenza che la cantante compare maggiormente e, omettendo la parte iniziale e finale, risulta dunque più corta. Essa ha fatto vincere all'artista il prestigioso MTV Video Music Award del 2014 come miglior video rock, divenendo la prima donna a trionfare nella sopraccitata categoria.

## Tracce
Testi e musiche di Ella Yelich-O'Connor e Joe Little.
Download digitale
1. Royals – 3:10

CD promozionale (Germania)
1. Royals – 3:10
2. Bravado – 3:41

## Successo commerciale
Royals ha debuttato al primo posto nella Official NZ Music Chart durante la settimana del 15 marzo 2013, mantenendosi stabile per tre settimane consecutive. È rimasto in classifica per un totale di cinquantuno settimane ed è stato certificato sestuplo disco di platino per aver complessivamente venduto oltre 90 000 copie. A fine anno 2013, è risultato essere il secondo singolo più venduto nel suddetto Paese, dietro solo a Blurred Lines di Robin Thicke. In Australia, le vendite sel singolo sono state conteggiate assieme all'EP di appartenenza The Love Club EP. Inoltre Royals non compare in classifica separatamente dall'intero EP.
Negli Stati Uniti d'America, Royals viene pubblicato come singolo ufficiale solo nel giugno 2013. A oltre un mese di distanza, il brano compie il suo ingresso all'interno della nota Billboard Hot 100, la classifica dei singoli statunitense, occupando la novantesima posizione e vendendo 85 000 copie. Il brano scala settimanalmente dieci posti all'interno della graduatoria fino a conquistare il primo posto, durante la prima settimana di ottobre, con una vendita di 294 000 copie digitali. L'evento proclama Lorde come l'artista più giovane sin dai tempi di Tiffany e la prima cantante solista neozelandese nella storia della musica ad occupare tale posizione. Si mantiene stabile in vetta per altre otto settimane consecutive, arrivando a vendere nel solo territorio statunitense oltre 4 milioni di copie a fine anno e risultando il singolo di un'artista femminile più venduto del 2013.
In Regno Unito, Royals, ancor prima che venisse estratto come singolo, ha esordito direttamente al primo posto della Official Singles Chart nella settimana culminante il 2 novembre 2013. Successivamente ha ottenuto la certificazione di disco di platino nel Paese.

## Classifiche

### Classifiche settimanali
| Classifica (2013) | Posizione massima |
| ----------------- | ----------------- |
| Australia         | 2                 |
| Austria           | 2                 |
| Belgio (Fiandre)  | 1                 |
| Belgio (Vallonia) | 1                 |
| Canada            | 1                 |
| Danimarca         | 3                 |
| Finlandia         | 8                 |
| Francia           | 7                 |
| Germania          | 8                 |
| Irlanda           | 1                 |
| Italia            | 1                 |
| Norvegia          | 3                 |
| Nuova Zelanda     | 1                 |
| Paesi Bassi       | 4                 |
| Regno Unito       | 1                 |
| Spagna            | 11                |
| Stati Uniti       | 1                 |
| Svezia            | 4                 |
| Svizzera          | 3                 |

### Classifiche di fine anno
| Classifica (2013) | Posizione massima |
| ----------------- | ----------------- |
| Italia            | 53                |
| Nuova Zelanda     | 2                 |
| Regno Unito       | 44                |
| Stati Uniti       | 15                |
| Svezia            | 75                |
| Svizzera          | 51                |

### Classifiche di fine decennio
| Classifica (2010-19) | Posizione |
| -------------------- | --------- |
| Stati Uniti          | 18        |

### Classifiche di tutti i tempi
| Classifica (1958-2021) | Posizione |
| ---------------------- | --------- |
| Stati Uniti            | 77        |

## Impatto
Lorde è considerata una delle personalità più popolari del 2013. Molti analisti hanno enfatizzato l'apprezzamento della canzone ottenuto nonostante abbia ricevuto una promozione minima. Altre pubblicazioni hanno commentato che era imprevisto che una canzone con una forte visione critica, eseguita da qualcuno di così giovane, con un basso status, potesse guidare molte delle classifiche più popolari della musica e ottenere consensi internazionali.
A Royals è stato attribuito il merito di aver cambiato il panorama della musica pop grazie alla sua interpretazione di temi moderni. Neil McCormick di The Daily Telegraph, ha affermato che Royals contiene una "solida lettera tra cinismo inespressivo e piacere nel suo stesso disincanto", che "funge da ripasso ai testi cliché dell'hip-hop, schiudendo elegantemente la lunga cultura prevalente del bling, ego ed eccesso ". Altri giornalisti hanno richiamato l'opinione di McCormick, descrivendo la canzone come un inno per la "generazione millenaria". I suoi testi sono stati descritti come "anti-lusso" e Lorde come artista di "controcultura".
Royals ha il merito di aver influenzato altri artisti ed è nota per aver reso popolare il "whisperpop". Lo stile e i testi di artisti come Alessia Cara, Banks, Bea Miller, Billie Eilish, Daya, Halsey, Kiiara, Melanie Martinez, Selena Gomez, Tove Lo e Troye Sivan così come il lavoro di Taylor Swift su 1989 e Reputation sono stati tutti paragonati a Lorde. Una fonte anonima intervistata da The Guardian ha detto: "Quando ho firmato, è stato subito dopo Lorde, quindi le etichette stavano cercando di ottenere un sacco di ragazze che erano come lei."
Lo scrittore di Forbes Nick Messitte ha detto che il successo di Royals ha aiutato la canzone di Tove Lo Habits (Stay High) a diventare un successo negli Stati Uniti. Messitte scrive "il mercato [è stato] innescato e pronto per un disco come questo". Il successo di Royals indicava che "il denaro intelligente [sarebbe] sul cambiamento" per trovare un nuovo suono nel panorama pop. Messitte ritiene che Lorde abbia cambiato il modo di vedere la musica pop contemporanea. David Bowie l’ha definita "il futuro della musica", e Dave Grohl, cantante dei Foo Fighters, ha descritto Royals come rivoluzionario.